# Моиданахе
Моиданахе (груз. მოიდანახე) — село в Грузии, на территории Чхороцкуского муниципалитета края (мхаре) Самегрело-Верхняя Сванетия.

## География
Село находится в западной части Грузии, на левом берегу реки Хобисцкали, на расстоянии приблизительно 3 километров к северу от города Чхороцку, административного центра муниципалитета. Абсолютная высота — 176 метров над уровнем моря.

## Население
По результатам официальной переписи населения 2014 года в Моиданахе проживало 785 человек (383 мужчины и 402 женщины). В национальной структуре населения грузины составляли 100 %.
| Год  | Население, человек |
| ---- | ------------------ |
| 2002 | 1154               |
| 2014 | ↘ 785              |